# Zig (programovací jazyk)
Zig je kompilovaný, imperativní, strukturovaný programovací jazyk. V roce 2016 ho vyvinul americký programátor Andrew Kelley. Zig je navržen jako nástupce programovacího jazyka C s více funkcemi a větší rychlostí kompilace. Zig je svobodný software vydaný pod licencí MIT. Zig byl navrhnut s vylepšením bezpečnosti kódu ale podobně jako jazyk C neobsahuje garbage collector a manipulace s pamětí je zcela manuální.